# Japanisches Riesengleithörnchen
Das Japanische Riesengleithörnchen (Petaurista leucogenys) ist ein Gleithörnchen aus der Gattung der Riesengleithörnchen (Petaurista). Es ist in Teilen Japans und Südkoreas verbreitet.

## Merkmale
Das Japanische Riesengleithörnchen erreicht eine Kopf-Rumpf-Länge von 36 bis 46 Zentimetern sowie eine Schwanzlänge von 36 bis 46,5 Zentimetern. Das Gewicht liegt bei etwa 1,2 Kilogramm. Die Rückenfärbung ist variabel und kann von rotbraun bis fast schwarz sowie grau-gelblich reichen, die Bauchseite ist gelblich-braun bis weiß.
Wie alle Riesengleithörnchen hat es eine große und behaarte Flughaut, die Hand- und Fußgelenke miteinander verbindet und durch eine Hautfalte zwischen den Hinterbeinen und dem Schwanzansatz vergrößert wird. Die Flughaut ist muskulös und am Rand verstärkt, sie kann entsprechend angespannt und erschlafft werden, um die Richtung des Gleitflugs zu kontrollieren.
Das im gleichen Verbreitungsgebiet vorkommende Japanische Gleithörnchen (Pteromys momonga) ist deutlich kleiner und erreicht nur etwa 15 % der Körpergröße des Japanischen Riesengleithörnchens.

## Verbreitung

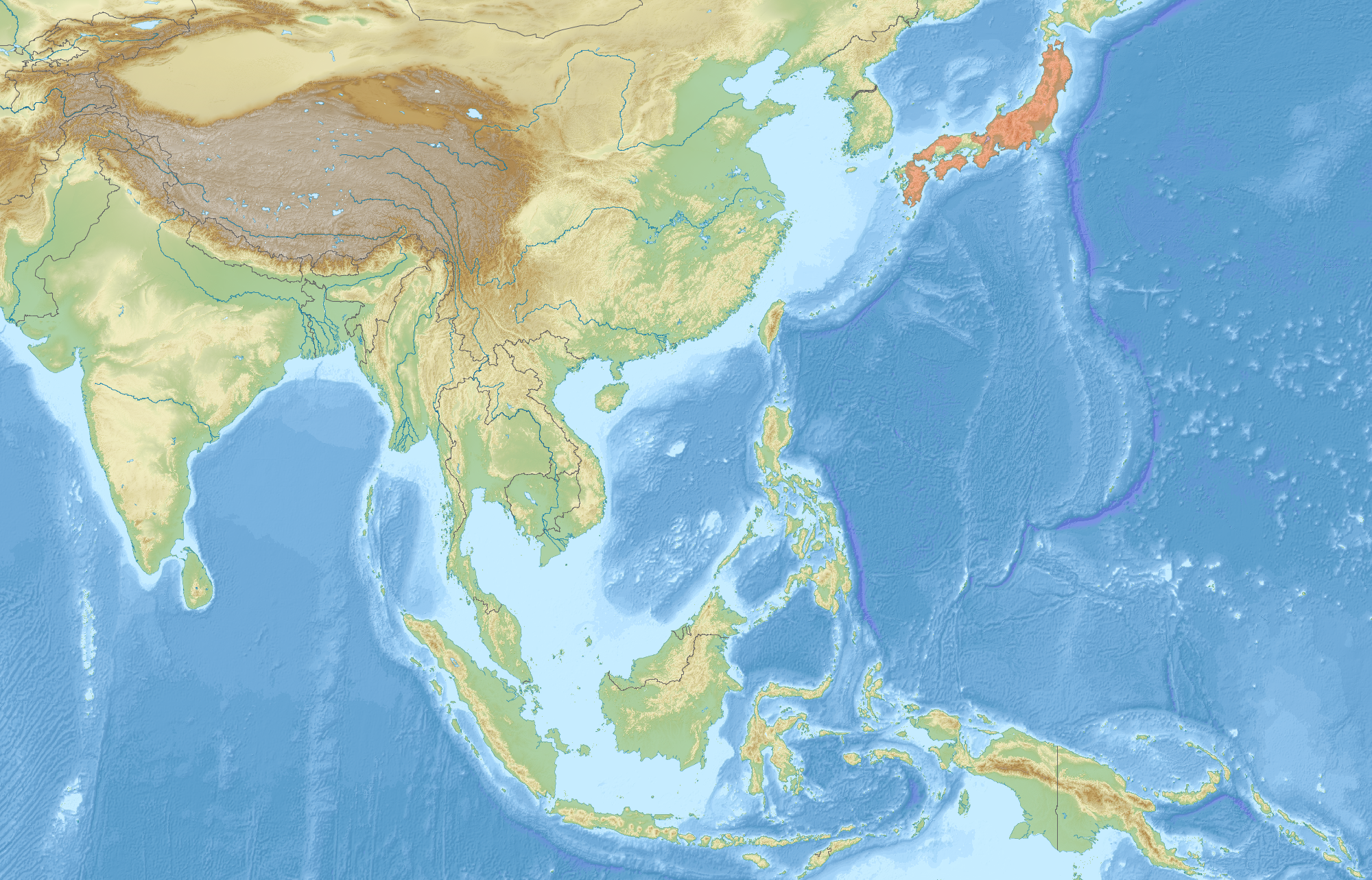
Verbreitungsgebiet (rötliche Bereiche) des Japanischen Riesengleithörnchens auf den japanischen Inseln. Zu beachten ist außerdem ein hier nicht dargestelltes Vorkommen um die südkoreanische Stadt Seoul.

Das Japanische Riesengleithörnchen kommt in Japan auf den Inseln Honshū, Kyushu und Shikoku vor. Darüber hinaus ist eine der vier Unterarten außerhalb Japans im Bereich der Stadt Seoul in Südkorea anzutreffen.

## Lebensweise
Das Japanische Riesengleithörnchen kommt in den Primär- und Sekundärwäldern seines Verbreitungsgebietes vor. Die Tiere sind nachtaktiv und die Aktivitätszeit beginnt in der Regel etwa 30 Minuten nach Sonnenuntergang. Im Vergleich zu kleineren Hörnchen verbringt das Japanische Riesengleithörnchen sehr viel Zeit mit der Nahrungssuche und erreicht die Blätter und anderen Pflanzenmaterialien, indem es sich mit den Hinterbeinen auch auf kleinere Äste setzt und mit den Armen nach den Blättern greift. Wie andere Arten ist es strikt baumlebend und ernährt sich vegetarisch von Blättern und anderen Pflanzenteilen, wobei es einen saisonalen Wechsel zwischen einer weitgehend auf Blätter und Blüten ausgerichteten Kost (Folivorie) im Winter sowie Frühjahr und Frühsommer (während die Weibchen trächtig sind) auf eine weitestgehend durch Samen bestimmte Ernährung (Granivorie) im Spätsommer (während der Säugephase), Herbst und frühen Winter gibt. Die Tiere nutzen dabei etwa 45 Pflanzenarten zur Ernährung, im Gesamtdurchschnitt liegt der durchschnittliche Anteil der Blätter bei 26 bis 40 %, der der Samen bei 34 % und der der Zapfen verschiedener Nadelbäume bei etwa 12 %, hinzu kommen Tannennadeln und andere Pflanzenteile in geringen Mengen. Teile der gesammelten Nahrung werden in Nahrungslagern gehortet.
Wie alle Flughörnchen ist auch diese Art in der Lage, weite Strecken gleitend zurückzulegen, indem sie von einem Baum abspringt. Sie erreicht dabei horizontale Entfernungen von etwa 10 bis 100 Metern, durchschnittlich 17 bis 33 Meter. Das Verhältnis zwischen der horizontalen Distanz zur überwundenen Höhe beträgt dabei 1,87 bis 3,5; dies bedeutet eine Höhendistanz von 1,7 Metern bis 3,3 Metern bei einem Gleitflug von zehn Metern Länge. Die Geschwindigkeit während des Gleitflugs wurde mit 3,3 bis 7,0 m/s beziehungsweise 4,4 bis 9,5 m/s gemessen. Die Aktionsräume mehrerer Tiere überlappen teilweise stark und die Hauptaktivität findet in heterogenen Sekundärwäldern statt, in denen das Nahrungsaufkommen am größten ist. Sie bauen Nester in Baumhöhlen oder im Geäst höherer Bäume in älteren Wäldern.
Für das Japanische Riesengleithörnchen sind zwei Fortpflanzungsperioden dokumentiert. Dabei reicht eine Phase von Mitte Mai bis Mitte Juni und eine weitere von Mitte November bis in den Januar. Die durchschnittliche Tragzeit beträgt 74 Tage, gefolgt von einer etwa 91 Tage andauernden Stillzeit. Etwa ab dem 80sten Tag nach der Geburt beginnen die Jungtiere, sich selbstständig zu ernähren.

## Systematik
Das Japanische Riesengleithörnchen wird als eigenständige Art innerhalb der Gattung der Riesengleithörnchen (Petaurista) eingeordnet, die insgesamt acht bis neun Arten enthält. Die wissenschaftliche Erstbeschreibung stammt von Coenraad-Jacob Temminck aus dem Jahr 1827 anhand von Individuen von der Insel Kyushu.
Innerhalb der Art werden vier Unterarten unterschieden (Beschreibungen nach):
- Petaurista leucogenys leucogenys (Nominatform), ist bekannt von Shikoku und dem Süden Kyushus
- Petaurista leucogenys hintoni, lebt im Bereich von Seoul, Süd-Korea
- Petaurista leucogenys nikkonis, lebt in der Region um Nikkō zentral auf der Insel Honshū
- Petaurista leucogenys oreas, lebt in der Region um Wakayama im Süden von Honshū

## Bestand, Gefährdung und Schutz
Das Japanische Riesengleithörnchen wird von der International Union for Conservation of Nature and Natural Resources (IUCN) aufgrund seines vergleichsweise großen Verbreitungsgebietes und seiner angenommen großen Bestände sowie seiner guten Anpassungsfähigkeit an veränderte Ökosysteme als nicht gefährdet (least concern) eingestuft.

## Belege
1. 1 2 3 4 5 6 7 8 9 10  Richard W. Thorington Jr., John L. Koprowski, Michael A. Steele: Squirrels of the World. Johns Hopkins University Press, Baltimore MD 2012; S. 113–115. ISBN 978-1-4214-0469-1
2. ↑  Richard W. Thorington Jr., John L. Koprowski, Michael A. Steele: Squirrels of the World. Johns Hopkins University Press, Baltimore MD 2012; S. 128–129. ISBN 978-1-4214-0469-1
3. 1 2 3  Petaurista leucogenys in der Roten Liste gefährdeter Arten der IUCN 2010.4. Eingestellt von: N. Ishii, Y. Kaneko, 2008. Abgerufen am 22. Juni 2014.
4. 1 2  Don E. Wilson & DeeAnn M. Reeder (Hrsg.): Petaurista leucogenys in Mammal Species of the World. A Taxonomic and Geographic Reference (3rd ed).